# Grand Theft Auto: The Trilogy
Grand Theft Auto: The Trilogy — спільне видання Grand Theft Auto III, Grand Theft Auto: Vice City та Grand Theft Auto: San Andreas від Rockstar Games. Збірку було анонсовано невдовзі після скандалу, спричиненого модифікацією «Гаряча кава» (англ. Hot Coffee) і містив у собі вже пропатчену версію GTA: San Andreas. Спочатку трилогія вийшла 17 жовтня 2005 року для консолі Xbox. Пізніше, 4 грудня 2006 року для PlayStation 2, а 30 червня 2009 року версія для операційної системи Windows і 12 листопада 2010 року для macOS.
Студією War Drum Studios були поліпшені всі три гри і портовані на мобільні платформи. 15 листопада 2014 року збірка Grand Theft Auto: The Trilogy з'явилася в App Store для iOS.
14 квітня 2015 року трилогія до якої увійшли оригінальні PS2-версії гри, було випущено в PlayStation Store як «класика PlayStation 2» (англ. PlayStation 2 Classics) для PlayStation 3. Пізніше цього року, 4 грудня Сюхей Йосіда оголосив про вихід Grand Theft Auto III, Grand Theft Auto: Vice City і Grand Theft Auto: San Andreas на консоль PlayStation 4 за програмою зворотної сумісності з PS2. Збірка Grand Theft Auto: The Trilogy для PS4 стала доступною 12 січня 2016 року в Північній Америці, а 9 лютого в Європі.

## Склад видання

### Grand Theft Auto III
Місцем дії Grand Theft Auto III є Ліберті-Сіті, вигадане місто на Східному узбережжі США, прототипом якого став Нью-Йорк. Хронологічно час подій гри відбуваються восени 2001 року. Grand Theft Auto III увібрала в себе геймплейні елементи Body Harvest і, комбінуючи їх із відкритим світом серії 'Grand Theft Auto, створює рівень свободи, що був безпрецедентним для ігор початку 2000-х років. Як і решта ігор серії, Grand Theft Auto III надає гравцеві істотно нелінійний ігровий процес у відкритому світі Ліберті-Сіті. Місії пропоновані гравцеві часто діляться на дві категорії: основні та побічні. Проходячи основні місії і просуваючись сюжетною лінією, відкриваючи нові ділянки мапи, гравець у будь-який момент може вибрати — завершувати їх або зайнятися власними справами. Крім того, багато з місій не є обов'язковими. Як альтернатива, можна ігнорувати основні сюжетні місії і виконувати тільки побічні. Зброя в грі включає в себе вогнепальну зброю, вибухівку і два види рукопашної атаки (кулаки і бейсбольна бита).

### Grand Theft Auto: Vice City
Більшу частину гравців Grand Theft Auto: Vice City приваблює своєю атмосферою, натхненною американською культурою 1980-х років. Події відбуваються у 1986 рік у Вайс-Сіті, вигаданому місті, зразком якого є Маямі, а історія обертається навколо члена мафії Томмі Версетті, який нещодавно вийшов із в'язниці. Після невдалої оборудки з наркодилерами, Томмі шукає винних, паралельно будуючи свою кримінальну імперію і захоплюючи владу в місті в інших злочинних організацій. Геймплей у грі характерний для серії Grand Theft Auto, однак, щоб завершити сюжетну історію і відкрити нові райони міста, гравець повинен проходити основні та деякі побічні місії. Не перебуваючи під час місії, гравець може проводити вільний час як хоче, відвідуючи різні частини міста. Як і в попередніх іграх серії, по всій території карти розкидані різні предмети, як-от зброя, приховані пакети та інше. Одним із нововведень у грі є здатність гравця купувати різну нерухомість по всьому місту. Деякі з них слугують точками для збереження, інші ж є бізнесом, який приносить додатковий дохід гравцеві. Система зброї, використана в Grand Theft Auto: Vice City, є такою самою, як і в попередніх іграх серії, але була значно розширена. Порівняно з 12 видами зброї в Grand Theft Auto III в Grand Theft Auto: Vice City кількість зброї сягнула 35 видів, але вони поділені на 10 класів, а гравцеві дозволяється переносити лише один вид із кожного класу.

### Grand Theft Auto: San Andreas
Дія Grand Theft Auto: San Andreas відбувається у вигаданому штаті Сан-Андреас, який складається з трьох великих міст — Лос-Сантос, заснований на Лос-Анджелес, Сан-Фієрро, створений на основі Сан-Франциско, і Лас-Вентурас, який базується на Лас-Вегас. Основні міста з'єднані мережею доріг із сільською місцевістю, що включає дрібні поселення, поля, ліси, пустелі, річки і навіть гори. Події відбуваються у 1992 році, за часів розквіту злочинності та розповідає про члена афроамериканської банди Карл Джонсон, на прізвисько «Сі-Джей», який повертається додому з Ліберті-Сіті в Лос-Сантос, дізнавшись про вбивство своєї матері. Відкритий і нелінійний навколишній світ дає змогу гравцеві досліджувати його та самому обирати дозвілля в грі. Хоча сюжетні місії і потрібні для просування грою і відкриття певних міст та іншого вмісту, вони не обов'язкові і гравець може завершити їх у будь-який час. Не перебуваючи в місії, гравці можуть вільно переміщатися містами або влаштовувати хаос, нападаючи на людей. Однак створення заворушень може привернути увагу правоохоронних органів. Що більше хаосу створено гравцем, то сильніша буде реакція: так поліція звертає увагу на «незначні» порушеннями (напад на людей, крадіжка автомобілів, убивство кількох людей тощо), тоді як на вищі рівні розшуку, реагуватимуть групи SWAT та оперативники FBI. Порівняно з попередніми іграми серії Grand Theft Auto, у GTA: San Andreas присутні елементи рольової гри. Здебільшого Rockstar акцентувала увагу на персоналізації головного героя, додавши можливість купувати новий одяг, прикраси, міняти зачіски, і робити татуювання для «Сі-Джея», все це значно більше впливає на неігрових персонажів, ніж зміна одягу в Grand Theft Auto: Vice City. Рівень авторитету «Сі-Джея» з боку колег-рекрутів і вуличних друзів варіюється залежно від його зовнішності та дій головного героя, також це впливає і на взаємини зі своїми дівчатами, з якими герой може знайомитися. Крім цього гравці мають стежити за рівнем голоду «Сі-Джея», щоб зберігати його здоров'я. Баланс харчування і фізичної активності впливає на його зовнішній вигляд і фізичні характеристики. До того ж, вперше в серії, головний герой може плавати, пірнати і перелазити через огорожі. Гравцеві доступний великий арсенал зброї та різноманітні транспортні засоби, як-от велосипеди, мотоцикли, автомобілі, човни, вертольоти й літаки.

## Оцінки та відгуки
Оригінальні ігри, що входять до збірки, отримали вкрай хороші оцінки від критиків та ігрових видань, унаслідок чого видання Grand Theft Auto: The Trilogy було добре прийнято серед гравців. Британський сайт AceGamez поставив вищу оцінку версії для Xbox, при цьому додавши, що Grand Theft Auto: The Trilogy повинен мати в колекції кожен поважаючий себе геймер.